# Adrian Iliescu
Ionel Adrian Iliescu (* 1981 in Bukarest, Rumänien) ist ein klassischer Geiger. Er ist 1. Konzertmeister der Symphoniker Hamburg seit 2013.

## Leben
Iliescu studierte an der Musikhochschule Lübeck, wo er ein Schüler von Christiane Edinger war und 2006 mit dem Diplom abschloss. 2010 erlangte er das Konzertexamen an der Musikhochschule Hamburg bei Kolja Blacher. Durch den US-amerikanischen Quartett-Spieler Walter Levin wurde er an die Kammermusik herangeführt.
Er war von 2004 bis 2010 Konzertmeister der Lübecker Philharmoniker. Von 2010 bis 2013 gehörte er zu den Ersten Geigen des Stuttgarter Kammerorchesters. 2013 kam er als 1. Konzertmeister zu den Symphonikern Hamburg und war zwischenzeitlich stellvertretender 1. Konzertmeister im Symphonieorchester des Bayerischen Rundfunks.
Beim Martha Argerich Festival in der Laeiszhalle konzertierte er kammermusikalisch gemeinsam mit vielen Größen der klassischen Musikszene.